# サウンズ・オブ・ザ・ユニヴァース
『サウンズ・オブ・ザ・ユニヴァース』 (Sounds of the Universe)はイギリスの音楽グループ、デペッシュ・モードの12枚目のアルバム。2009年4月17日発売。

## 制作
2007年、デイヴ・ガーンが2枚目のソロアルバム『アワーグラス』のレコーディング中に、マーティン・ゴアはサンタバーバラにあるホームスタジオで新曲の制作を行った。2008年5月にメンバー3人はスタジオに落ち合い、新作のレコーディングを開始する。プロデューサーには前作の製作過程に満足したバンドが再びベン・ヒリアーを起用した。
前作に引き続きデイヴがソングライティングに3曲参加している。バンドはスタジオでの時間は非常に生産的で最終的に22曲が作られ、アルバム本編の楽曲選びは困難だったと語っている。選ばれなかった5曲は後にボックスセットに収録される運びとなった。
本作での最大の特徴はヴィンテージのアナログシンセサイザーを活用している点であり、アンディ・フレッチャーの弁によると、マーティン・ゴアは一時期eBayにて様々な機材を落札し、数日に一度のペースでスタジオに大きな箱が届くほどヴィンテージ機材を購入していたそうである。マーティンは「eBayで色々なヴィンテージ機材を買い集めていたけど、やはり昔の機材の方が暖かい音質でテクスチャーがより複雑だから良いと思うんだ。もちろんギターや新しい機材も使ったけど、ヴィンテージのアナログ機材と最新の機材を使っている所がレトロ・フューチャリスティックでもあり、2009年リリースのニュー・サウンドでもあるけど、少し過去の音の色合いが感じられるのが新作の特徴かもしれないね。安いものは150ドルのドラム・マシーンも使ったけど、1台だけとんでもなく高い"Steiner Parker"というシンセサイザーがあったんだ。でも音質は最高だから、僕らは奴を“カーネル（大佐）”と名付け、アイデアに詰まった時とかに“カーネルの出番だ”とか言いながら随分助けてもらったよ（笑）」と語っている。

## セールス
全英初登場2位、全米初登場3位と前作、前々作から順位を伸ばし、欧州各国やメキシコでチャート1位を記録、ポーランドやイタリア、フランス、ロシア、スイスなどでプラチナディスクを獲得した。

## 収録曲
全曲マーティン・ゴアによる作詞作曲 （#2, #8, #11はデイヴ・ガーン、クリスチャン・エイナー、アンドリュー・フィルポットによる共作）
1. イン・チェインズ / In Chains - 6:53
2. ホール・トゥ・フィード / Hole to Feed - 3:59
3. ロング / Wrong - 3:13
4. フラジャイル・テンション / Fragile Tension - 4:09
5. リトル・ソウル / Little Soul - 3:31
6. イン・シンパシー / In Sympathy - 4:54
7. ピース / Peace - 4:29
8. カム・バック / Come Back - 5:15
9. スペースウォーカー / Spacewalker - 1:53
10. パーフェクト / Perfect - 4:33
11. マイルズ・アウェイ/ザ・トゥルース・イズ / Miles Away/The Truth Is - 4:14
12. ジザベル / Jezebel - 4:41
13. コラプト / Corrupt - 8:59 ※隠しトラック含む

### ボーナス・トラック
1. オー・ウェル / Oh Well （マーティン・ゴア、デイヴ・ガーン） - 5:59 （日本盤）
2. Oh Well (Black Light Odyssey Dub) - 5:02 （iTunes）

### iTunesデラックスエディション用ボーナス・トラック
1. Oh Well (Black Light Odyssey Dub) - 5:02
2. Jezebel (SixToes Remix) - 5:31
3. Little Soul (Thomas Fehlmann Flowing Ambient Mix) - 9:19
4. In Chains" (Minilogue's Earth Remix) - 7:53
5. Wrong (music video) - 3:23
6. Sounds of the Universe – A Short Film (video) - 10:05

### スペシャルエディション版DVD
Visual
- サウンズ・オブ・ザ・ユニヴァース （ショート・フィルム） – 10:05
- ロング （プロモーション・ビデオ） – 3:16

Audio
- サウンズ・オブ・ザ・ユニヴァース DOLBY & DTS 5.1サラウンド
- イン・チェインズ (Minilogue's Earth Remix)
- リトル・ソウル (Thomas Fehlmann Flowing Ambient Mix)
- ジザベル (SixToes Remix)

### ボックスセット（輸入盤のみ）
CD 1
- 本編CD（13曲）

CD 2 （ボーナス・トラック、リミックス）
1. Light – 4:44
2. The Sun and the Moon and the Stars – 4:41
3. Ghost – 6:26
4. Esque – 2:17
5. Oh Well – 6:02
6. Corrupt (Efdemin Remix) – 6:29
7. In Chains (Minilogue's Earth Remix) – 7:54
8. Little Soul (Thomas Fehlmann Flowing Ambient Mix) – 9:20
9. Jezebel (SixToes Remix) – 5:33
10. Perfect (Electronic Periodic's Dark Drone Mix) – 5:21
11. Wrong (Caspa Remix) – 5:04

CD 3 （デモ）
1. Little 15 – 4:16
2. Clean – 3:42
3. Sweetest Perfection – 3:23
4. Walking in My Shoes – 3:22
5. I Feel You – 4:03
6. Judas – 3:25
7. Surrender – 5:00
8. Only When I Lose Myself – 5:22
9. Nothing's Impossible – 5:02
10. Corrupt – 4:41
11. Peace – 4:33
12. Jezebel – 4:38
13. Come Back – 5:09
14. In Chains – 4:33

DVD
- Making the Universe / Film – 45:23
- Usual Thing, Try and Get the Question in the Answer – 55:12
- Sounds of the Universe (A Short Film) – 10:05
- Wrong (Promo Video) – 3:16
- Studio Sessions:

1. Corrupt – 4:08
2. Little Soul – 3:52
3. Stories of Old – 3:24
4. Come Back – 6:05

- Audio: Sounds of the Universe plus bonus tracks in 5.1 surround sound

## 参加ミュージシャン
- デイヴ・ガーン - ボーカル
- マーティン・ゴア - キーボード、ギター、テルミン、コーラス、ボーカル (#12)
- アンディ・フレッチャー - キーボード

### その他ミュージシャン
- ルーク・スミス - キーボード、プログラミング